# Центральные управления Французской Республики
Центральные управления Французской Республики (центральные управления фр. administration centrale) — административные органы департаментов Франции в 1793 — 1800 году. Созданы на основании Конституции Французской Республики 1793 года. Заменили собой высшие управления Королевства Франция. Упразднены в 1800 году новым законом о местном самоуправлении, принятом на основании Конституции Французской Республики 1799 года. Состояли из управляющих (администраторов) (administrateurs) (по конституции 1795 года из 5 администраторов), избираемых избирательными собраниями департаментов, сроком на 2 года (по Конституции Французской Республики 1795 года сроком на 5 лет), при ежегодном переизбрании половины (по Конституции Французской Республики 1795 года на одну пятую часть) управляющих. В 1800 году центральные управления были заменены генеральными советами.